# 麥可·寇蒂斯
麥可·寇蒂斯（英语：Michael Curtiz，1886年12月24日—1962年4月10日），生于奧匈帝國布達佩斯 ，犹太人，原籍匈牙利的美国电影导演。最成功的作品莫过于《北非谍影》，由此获得奧斯卡最佳导演奖。

## 生平
他的父亲是一名成功的建筑师，母亲是一名歌剧歌手。17岁的时候他离开家参加了一个巡游马戏团。1912年以一名男演员的身份加入了一家电影公司，不过他那蛮横的态度很快就让他成为了执掌摄影机的人，20年代早期柯蒂斯已经成为了欧洲著名的导演。通过1922年的德语电影《Sodom and Gomorrah》以及1924年的《以色列之月》（Moon of Israel）他开始获得了国际声望。凭借以色列之月这部影片，好莱坞开始注意到这位欧洲导演。1926年华纳兄弟公司的创始人之一哈利·华纳把柯蒂斯請到了好莱坞。在接下来的30年中柯蒂斯为华纳兄弟公司拍摄了差不多100部电影。既有一般的商业电影也有大制作大场面。他几乎拍摄过每一种类型的电影，他所拍摄的《罗宾汉冒险记》是最重要的动作冒险电影之一。1943年柯蒂斯凭借北非谍影获得奥斯卡最佳导演奖，这也是他唯一一次获得奥斯卡奖。除了这次获奖之外他曾经四次被提名为奥斯卡最佳导演，第11届奥斯卡金像奖颁奖时，他有两部作品入选最佳导演。柯蒂斯可能是当年最不受欢迎的好莱坞导演，因为他要求严格同时有点神经质。他对于特效镜头要求甚高，在拍摄《诺亚方舟》时淹死了3名临时演员，多人受伤。
柯蒂斯曾经拥有过4段婚姻，其中前两次是跟女演员而最后一任妻子是编剧。他曾经对最后一任妻子不忠，并且可能在欧洲拥有私生子。虽然为华纳公司拍摄了大量的影片，但是这位导演却缺乏自己的个人印记，他所拍摄的最后一部影片是和约翰·韦恩合作的西部片。

## 作品
| 年份   | 片名             | 片名                         | 备註                                                                        |
| 年份   | 译名             | 原名                         | 备註                                                                        |
| ------ | ---------------- | ---------------------------- | --------------------------------------------------------------------------- |
| 1938年 | 《罗宾汉冒险记》 | The Adventures of Robin Hood | 获得第11屆奧斯卡最佳美术指导奖，最佳剪接奖和最佳原创音乐奖                  |
| 1942年 | 《北非谍影》     | Casablanca                   | 又译：《卡萨布兰卡》 获得1944年奧斯卡的最佳影片、最佳导演，和最佳改编剧本奖 |
| 1942年 | 《胜利之歌》     | Yankee Doodle Dandy          |                                                                             |
| 1945年 | 《欲海情魔》     | Mildred Pierce               |                                                                             |
| 1946年 | 《丽日春宵》     | Night and Day                |                                                                             |
| 1954年 | 《埃及王》       |                              |                                                                             |
| 1954年 | 《银色圣诞》     | White Christmas              |                                                                             |
| 1950年 | 《双凰夺鸾》     | Young Man with a Horn        |                                                                             |
| 1958年 | 《浪子歌王》     | King Creole                  |                                                                             |